# Řád bratří kazatelů
Řád bratří kazatelů (Ordo (Fratrum) Praedicatorum, odtud zkratka O.P. nebo OP uváděná za jménem, či jen dominikáni, ve Francii též jakobíni) je katolický řeholní řád.

## Historie řádu

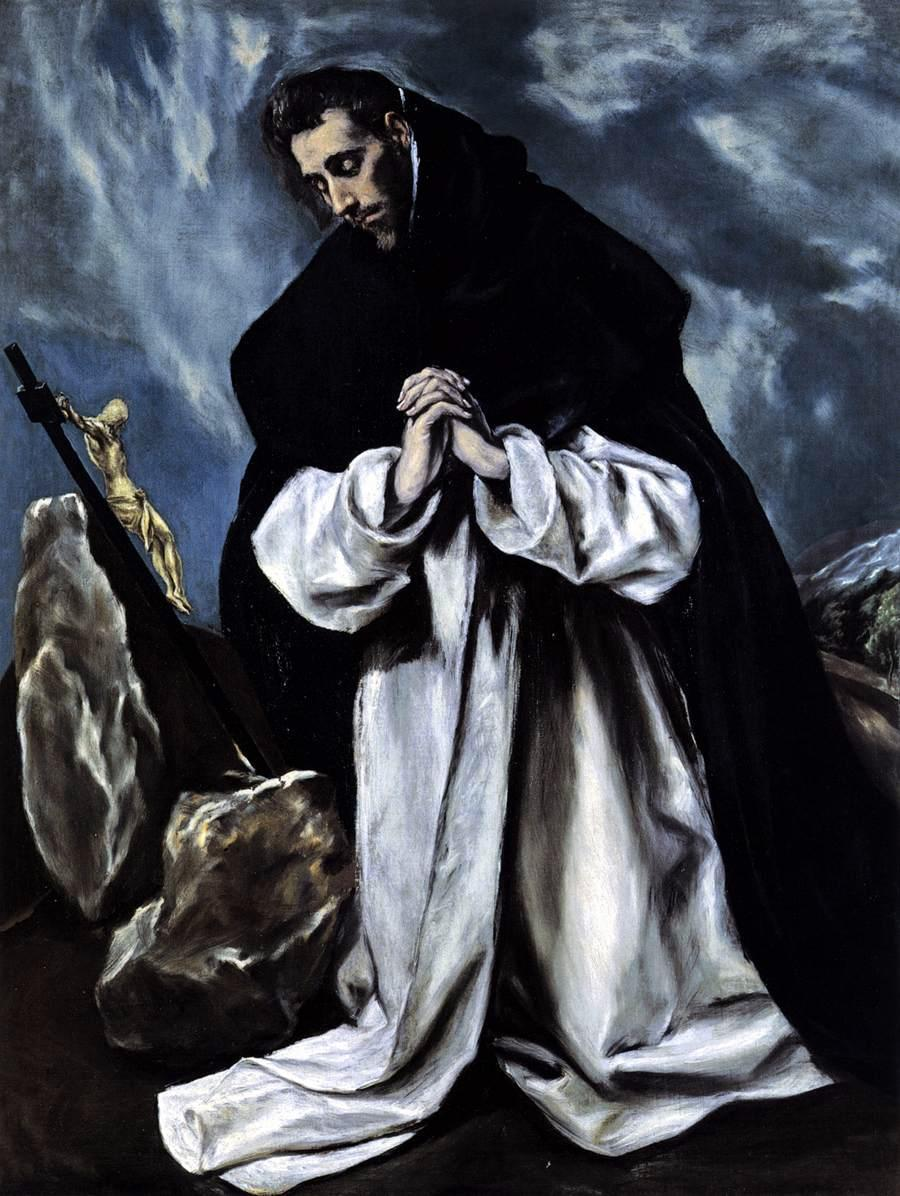
Svatý Dominik, zakladatel Řádu bratří kazatelů, na obraze El Greka

Řád bratří kazatelů jako žebravý založil v roce 1215 na základě Augustinovy řehole španělský kněz Domingo de Guzmán – sv. Dominik. Již roku 1216 se mu dostalo schválení od papeže Honoria III. Původním posláním dominikánů bylo kázat, obracet na pravou víru a zpovídat věřící, a působit tak proti šíření herezí, především katarského učení v jižní Francii. Řád neměl vlastnit žádný majetek a jeho členové nebyli vázáni na konkrétní klášter. Měli žít v chudobě pouze z almužen po způsobu heretických kazatelů, aby se tak více přiblížili lidu a mohli přimět zbloudilé sektáře k návratu do lůna katolické církve. Dominikánské konventy byly zakládány pouze ve městech, nejčastěji u hradeb. Od počátku měl řád velkou podporu papežů, což mu zejména ve 14.–16. století zajistilo rozvoj a popularitu.

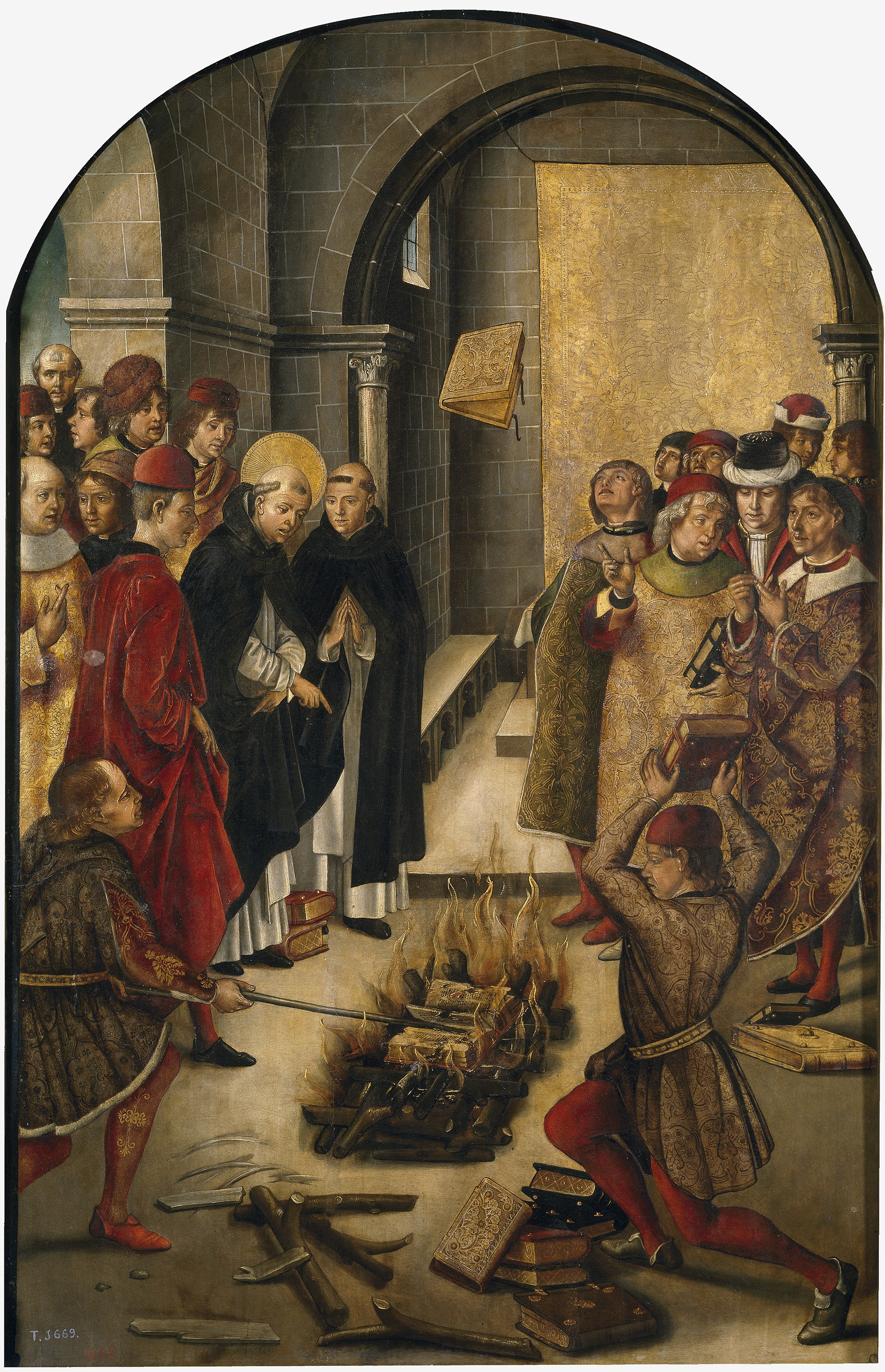
Podle legendy byly spisy sv. Dominika a spisy katarských teologů při disputaci vrženy do plamenů, Dominikovy spisy zůstaly neporušené.

Sv. Dominik dbal na to, aby se jeho druhům dostalo nejprve dobrého teologického vzdělání, a proto je posílal na významné univerzity do Paříže, Boloně nebo Oxfordu. Vznikala také řádová studia, často spojovaná s univerzitami. Vzdělání jim mělo pomoci odhalit a účinně potírat kacířství. Celoživotní studium se pro dominikány stalo formou askeze, fyzická práce se nepožadovala. Kazatelská povinnost vtiskla řádu intelektuální rysy. Mezi nejznámější dominikány patřili významní středověcí učenci Albertus Magnus a Tomáš Akvinský. Učení Tomáše Akvinského – tomismus – se roku 1342 stalo doktrínou řádu a později celé římskokatolické církve. V době Tomáše Akvinského bylo vzdělání u dominikánů považováno za prestižní záležitost. Ve školách tohoto řádu se totiž nevyučovalo pouze běžným předmětům, ale k učební náplni patřila také střelba z kuše či luku, šerm a boj. Byla zde tedy očividná snaha skloubit vzdělání ducha i těla.
Řád vytvořil ženskou větev a třetí, tzv. polomnišský řád. Mezi dominikánské terciáře patřila například sv. Kateřina Sienská. Terciáři vznikli z Milice Víry Ježíše Krista.
Roku 1233 svěřil papež Řehoř IX. dominikánům inkvizici ve Francii, přestože sv. Dominik osobně proti heretikům násilně nikdy nepostupoval. Důvodem tohoto pověření byla právě vysoká intelektuální úroveň řádu. Pojmenování řádu pak bývalo vykládáno jako domini canes – psi Boží (doslova pánovi psi = psi Páně) – a členové řádu také bývali jako psi zobrazováni ve výtvarném umění. Například freska Andrea di Bonaiuto Triumf církve (1365–1367) ve Španělské kapli dominikánského kláštera u kostela Santa Maria Novella ve Florencii představuje dominikány jako smečku psů, hájících církev.
Koncem 15. století napsali dominikánští inkvizitoři Heinrich Insistoris a Jakob Sprenger neblaze proslulý spis Malleus maleficarum (Kladivo na čarodějnice), návod, jak vyhledávat a rozpoznávat čarodějnice. Práce vyšla poprvé roku 1487 v Kolíně nad Rýnem, a i když nebyla nikdy církví schválena, první vydání následovala řada reedic a šestnáct dalších vydání (do roku 1669). Příručka, vyznačující se značným fanatismem, byla používaná až do 18. století. Od 16. století se činnost řádu rozšířila rovněž o misie, zejména do Jižní Ameriky. Významným misionářem byl např. Bartolomé de las Casas.
Krizi řádu způsobila nejprve reformace a nástup jezuitů v 16. století a posléze osvícenství století osmnáctého.
Spiritualita řádu se opírá o víru v rozhodující roli Boha v aktu spásy, o primát rozumu nad vůlí a o zdůraznění lásky v procesu kontemplace.

## Dominikáni včeských zemích

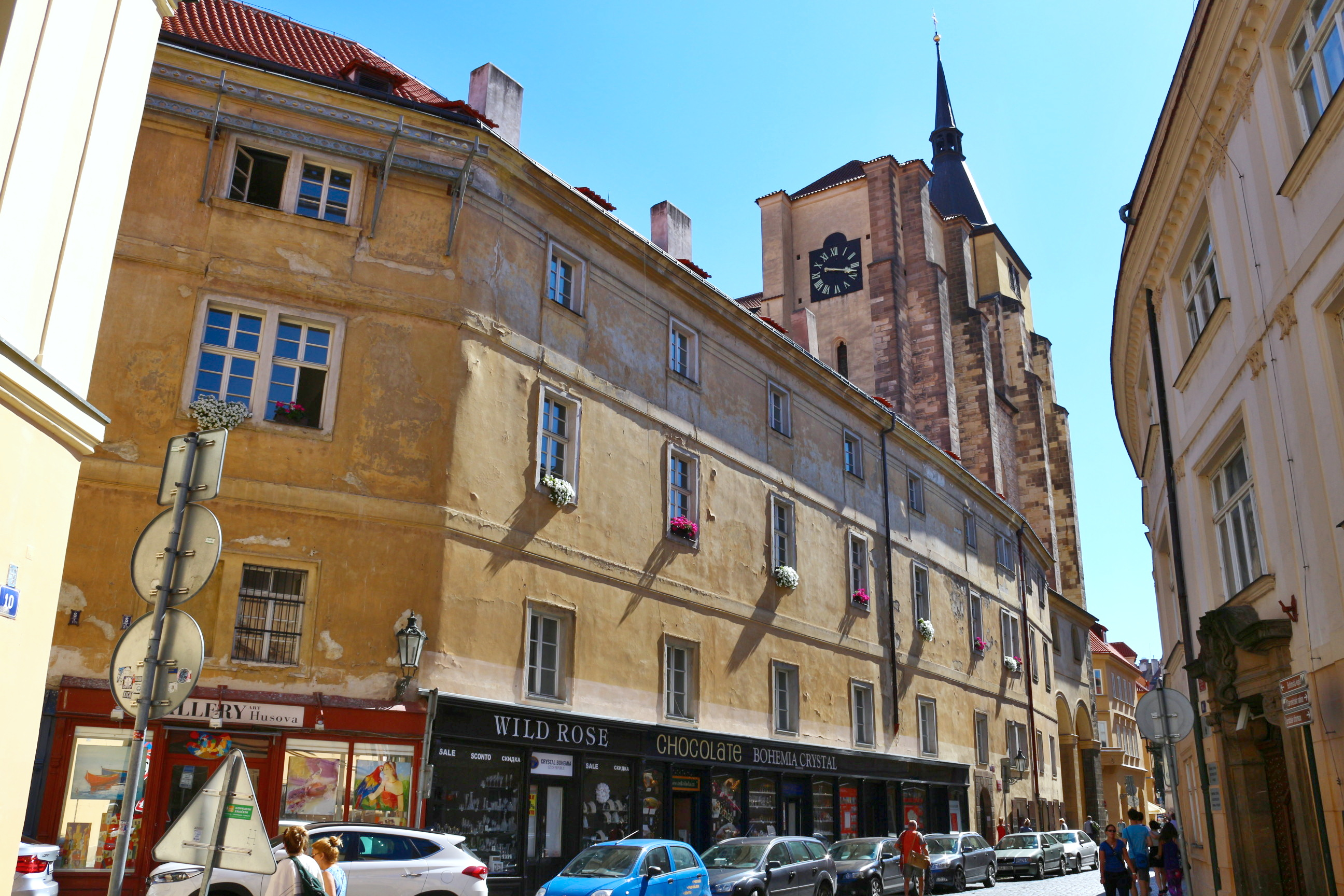
Dominkánský klášter u sv. Jiljí na Starém Městě pražském

Do Prahy přišli dominikáni z Kolína nad Rýnem v roce 1224 nebo 1225 ke kostelu sv. Klimenta na Novém Městě, brzy se přestěhovali ke sv. Klimentu (stávajícímu na místě kostela Nejsv. Salvátora) na Staré Město. Tam 1556 přenechali prostor jezuitům a přesídlili dočasně do Anežského kláštera, odkud 1626 konečně ke sv. Jiljí. Další konvent vybudovali na místě zpustlého kláštera magdalenitek u sv. Máří Magdalény na Malé Straně, kam přišli roku 1604 (zrušen za Josefa II.). Dominikánky si zřídily mezi 1293 a 1298 klášter u sv. Anny za malostranskými hradbami u dnešního sv. Jana Na prádle, 1316 již byly po templářích získané rotundy sv. Vavřince, kde vybudovaly klášter s kostelem sv. Anny. Souběžně byly do malostranského konventu znovu usídleny dominikánky z Olomouce roku 1330 a sídlily tu až do husitské doby.
Další konventy vznikaly nejčastěji se zakládáním nových měst. V Čechách to byly: Beroun, České Budějovice, Hradec Králové, Cheb, Chrudim, Jablonné v Podještědí, Klatovy, Kolín, Litoměřice, Louny, Nymburk, Písek, Plzeň, Sezimovo Ústí, Turnov a Ústí nad Labem. Krátce též existoval v Chomutově.
Kláštery dodnes obsazené komunitami:

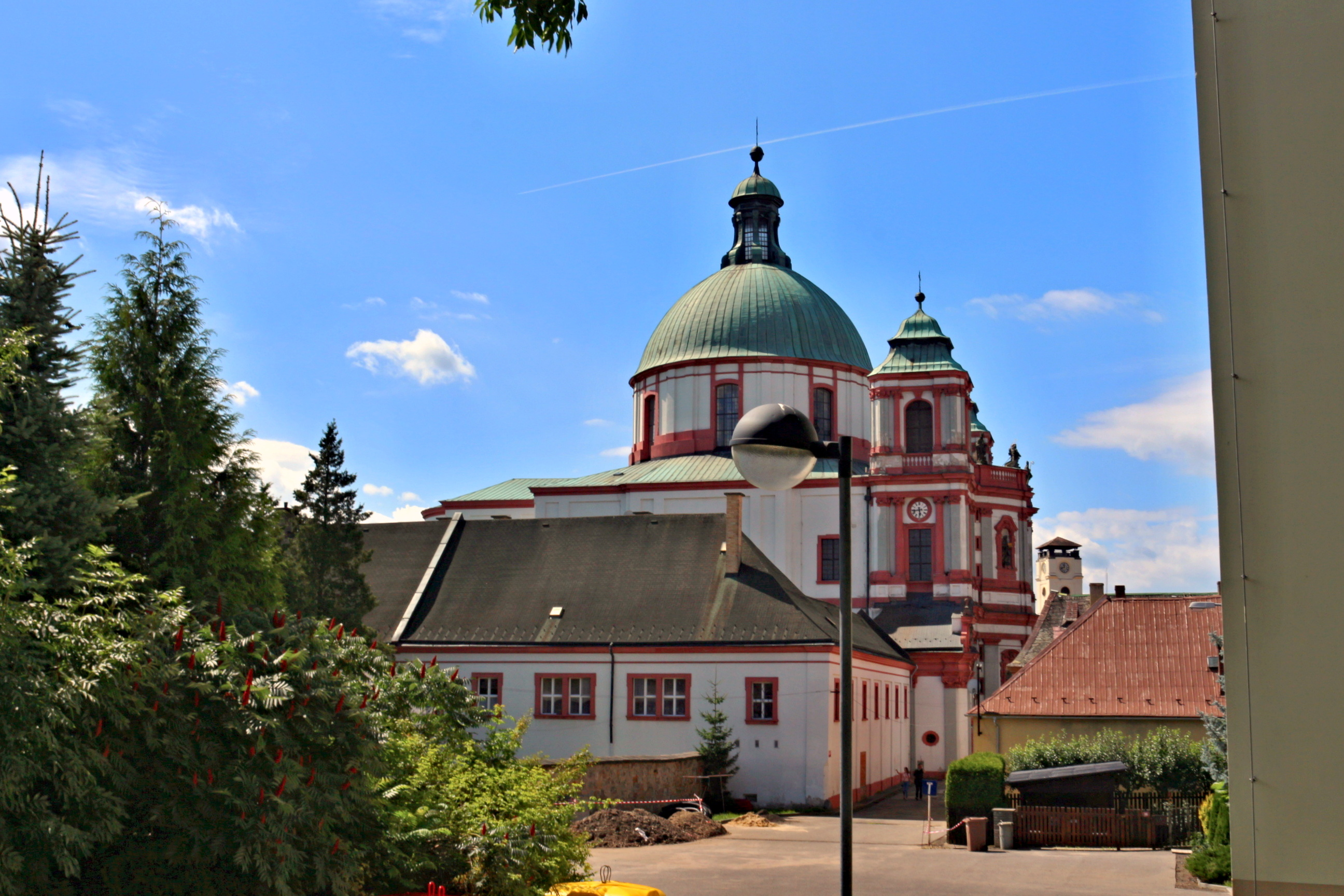
Dominikánský klášter v Jablonném v Podještědí s bazilikou svatého Vavřince a svaté Zdislavy

- Dominikánský klášter (Staré Město) při kostele sv. Jiljí, sídlo provinciála
- Dominikánský klášter (Jablonné v Podještědí) při bazilice sv. Vavřince a sv. Zdislavy, je zde pohřbena sv. Zdislava z Lemberka, představení komunity dodnes používají titul „strážce hrobu sv. paní Zdislavy“
- Dominikánský klášter (Olomouc) při kostele Neposkvrněného početí Panny Marie, sídlo noviciátu a studentátu
- Dominikánský klášter (Plzeň) při kostele Panny Marie Růžencové

Kláštery zaniklé
- klášter Nymburk u kostela Panny Marie Růžencové
- klášter Šumperk u kostela Zvěstování Panny Marie
- klášter Ústí nad Labem u kostela svatého Vojtěcha v letech 1617–1935 a 1945–1950
- klášter Opava u kostela svatého Václava (Dům umění)
- klášter České Budějovice u kostela Obětování Panny Marie, v letech 1265–1548 a 1588–1784[3]
- Písek (kostel Povýšení svatého Kříže)
- klášter Jihlava
- klášter Litoměřice
- Brno u kostela svatého Michaela archanděla v letech 1228–1784[4]
- Cheb (u kostela svatého Václava v letech 1294–1950, podle některých pramenů zrušen již 1933)[5][6][7]
- Dominikánský klášter v Chomutově
- Uherský Brod (při kostele Nanebevzetí Panny Marie), do 2014
- Dominikánský klášter Znojmo (při kostele sv. Kříže), do 2014

## Organizace řádu

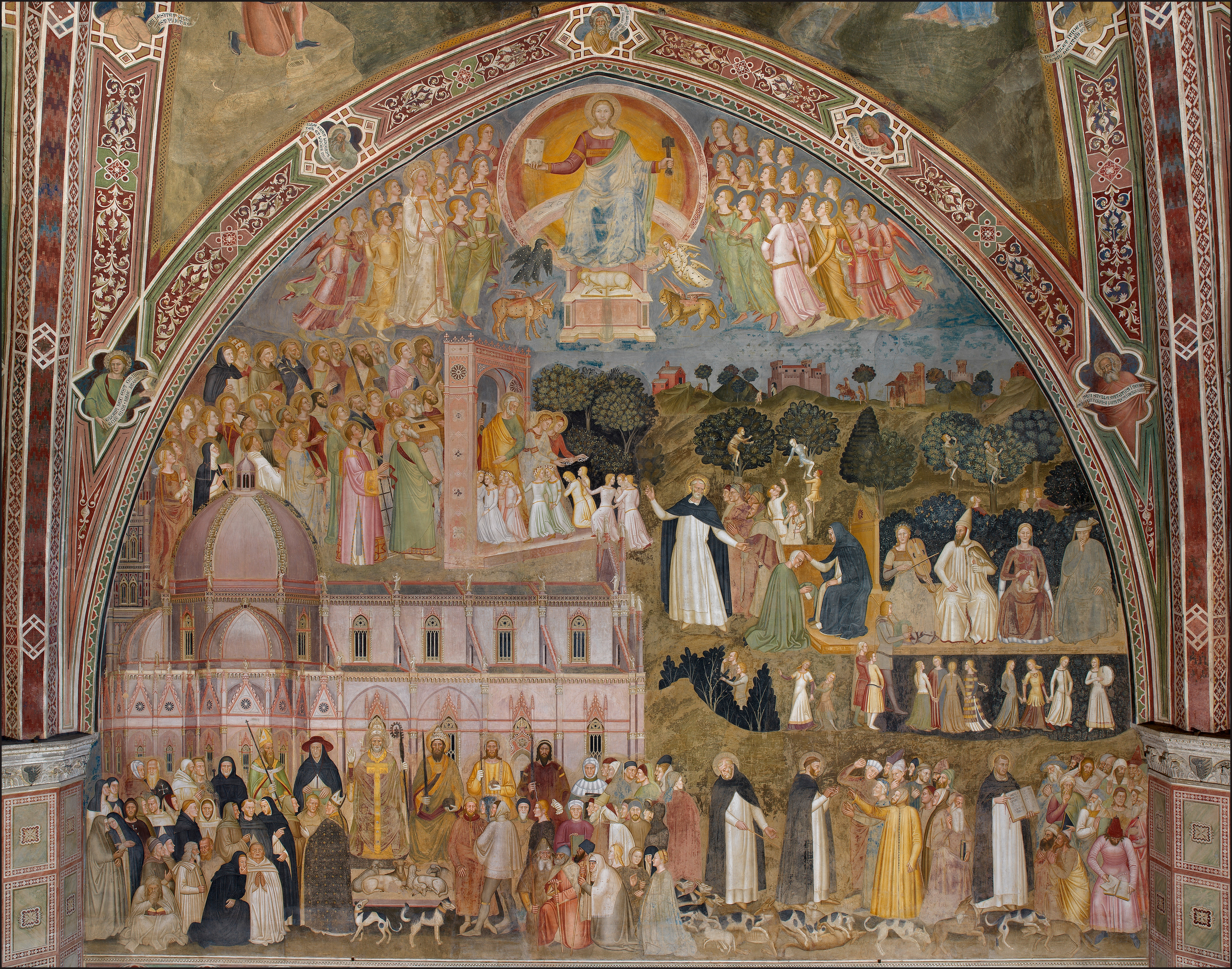
Andrea di Bonaiuto: Triumf církve, (Florencie)

V čele řádu stojí generál (magistr) volený nejvyšším řádovým orgánem, generální kapitulou. V České republice působí Česká provincie Řádu bratří kazatelů a Česká kongregace sester dominikánek, dominikánské rozjímavé sestry a také mnišky, které jsou součástí Dominikánské rodiny. Současným provinciálem je Lukáš Jan Fošum.

## Oděv
Oděv dominikánů se skládá z bílého hábitu, bílého škapulíře, kapuce, koženého pásu (cingulum) a černého pláště.
Součástí dominikánské rodiny jsou také tzv. Laická sdružení sv. Dominika, která sdružují dominikánské terciáře. Terciáři zůstávají žít ve světě, mohou zakládat rodiny, ale mají rovněž podíl na spiritualitě řádu. Terciáři při určitých příležitostech nosí obdobné roucho jako dominikáni-řeholníci.

## Významní dominikáni

### Světci a světice
- Svatý Dominik († 1221)
- Bl. Jordán Saský († 1237)
- Sv. Petr Veronský († 1252)
- Sv. Zdislava z Lemberka († 1252)
- Sv. Hyacint Krakovský († 1257)
- Sv. Markéta Uherská († 1271)
- Sv. Tomáš Akvinský († 1274)
- Sv. Rajmund de Penyafort († 1275)
- Sv. Albert Veliký († 1280)
- Sv. Anežka z Montepulciana († 1317)
- Sv. Kateřina Sienská († 1380)
- Sv. Vincenc Ferrerský († 1419)
- Sv. Antonín Florentský († 1459)
- Sv. papež Pius V. († 1572)
- Sv. Ludvík Bertrán († 1581)
- Sv. Kateřina de' Ricci († 1590)
- Sv. Bartolomeu Fernandes († 1590)
- Sv. Růžena Limská († 1617)
- Sv. Martin de Porres († 1639)
- Sv. Jan Macías († 1645)
- Sv. Ludvík Grignion de Montfort († 1716)
- Bl. Michał Jan Czartoryski († 1944)

### Další významní členové řádu
- Girolamo Savonarola (1452–1498)
- Silvestr Braito (1898–1962)
- Metoděj Habáň (1899–1984)
- Mikuláš Jozef Lexmann (1899–1952)
- Reginald Dacík (1907–1988)
- Prokop Švach (1907–1975)
- Patrik Kužela (1915–1942)
- Dominik Duka (* 1943)
- Tomáš Týn (1950–1990)
- Benedikt Tomáš Mohelník (* 1970)
- Lukáš Jan Fošum (* 1971)